# اوی‌بودا
اوی‌بودا (به مجاری:  Újbuda) ناحیهٔ ۱۱ از ۲۳ ناحیهٔ بوداپست در مجارستان است. پیشوند «اوی» یعنی نو و نام ناحیه به معنای بودای نو است. اوی‌بودا ۳۳٫۴۹ کیلومتر مربع مساحت و طبق آمار اول ژانویهٔ سال ۲۰۱۹، ۱۴۸٬۵۱۷ نفر جمعیت دارد.

## خواهرخوانده
| - روسه، بلغارستان - ناحیهٔ ۵ پراگ، جمهوری چک - تْروگیر، کرواسی | - اوسترونگ، لهستان - اشتوتگارت، آلمان - سانزیِنی، رومانی | - ترگو مورش، رومانی - تریستیتسه، اسلواکی - آدا، صربستان - ناحیهٔ ۱۹ وین (دوبلینگ)، اتریش |